# Alan Gray (cầu thủ bóng đá)
Alan Gray (sinh ngày 2 tháng 5 năm 1974) là một cựu cầu thủ bóng đá người Anh, thi đấu cho Doncaster Rovers, Darlington và Carlisle United tại Football League và Queen of the South tại Scottish Football League.